# Pascalsches Simplex
Die pascalschen Simplizes sind – analog zum pascalschen Dreieck und zum pascalschen Tetraeder – geometrische Darstellungen von Multinomialkoeffizienten. Im pascalschen d-Simplex ist jede Zahl die Summe von d über ihr stehenden Zahlen. Die vom pascalschen Dreieck und Tetraeder bekannten Eigenschaften lassen sich auf pascalsche Simplizes übertragen.

## Zum Begriff
Ein pascalsches Simplex lässt sich in jeder Dimension {\displaystyle d} ({\displaystyle d\geq 1} natürliche Zahl) vorstellen: Jedem Punkt mit ganzzahligen Koordinaten lässt sich über diese der Multinomialkoeffizient {\displaystyle {\binom {n}{k_{1},\ldots ,k_{d}}}} zuordnen ({\displaystyle n,k_{1},\ldots ,k_{d-1}} sind die jeweiligen Koordinaten, {\displaystyle k_{d}} ergibt sich durch {\displaystyle n-k_{1}-\ldots -k_{d-1}}). Die Einhüllende der Punkte, die nicht Null sind, bilden dann ein {\displaystyle d}-dimensionales, in {\displaystyle n}-Richtung unbeschränktes „Simplex“ (üblicherweise ist ein Simplex beschränkt).

## Eigenschaften
- Die {\displaystyle n}-te Ebene eines pascalschen Simplex (d. h. die nicht verschwindenden Einträge für ein festes {\displaystyle n}) für {\displaystyle n>0} lässt sich aus der darüberliegenden Ebene (d. h. für {\displaystyle n-1}) berechnen: {\displaystyle {\binom {n}{k_{1},\ldots ,k_{d}}}={\binom {n-1}{k_{1}-1,\ldots ,k_{d}}}+{\binom {n-1}{k_{1},k_{2}-1,\ldots ,k_{d}}}+\ldots +{\binom {n-1}{k_{1},\ldots ,k_{d}-1}}}. Auf der Ebene {\displaystyle 0} ist der einzige Eintrag eine {\displaystyle 1}, aus dem sich dann rekursiv alle weiteren ergeben.
- Die Summe aller Zahlen im n-ten (d-1)-Teilsimplex beträgt {\displaystyle d^{n-1}}.
- Die begrenzenden (d-1)-Simplizes sind gleich dem pascalschen (d-1)-Simplex. Dies lässt sich durch {\displaystyle {\binom {n}{k_{1},...,k_{d-1},0}}={\binom {n}{k_{1},...,k_{d-1}}}} ausdrücken.